# Parafia Wszystkich Świętych Ziemi Ruskiej w Antibes
Parafia Wszystkich Świętych Ziemi Ruskiej – prawosławna parafia w Antibes. Należała do dekanatu Francji południowo-wschodniej Zachodnioeuropejskiego Egzarchatu Parafii Rosyjskich; następnie (po likwidacji egzarchatu) weszła w skład Greckiej Metropolii Francji Patriarchatu Konstantynopolitańskiego.
W 2010 parafia była obsługiwana przez duchownych służących w soborze św. Mikołaja w Nicei, Święta Liturgia jest odprawiana w pierwszą i trzecią niedzielę miesiąca (poza lipcem i sierpniem, gdy nabożeństwa nie odbywają się w ogóle). Używane są języki cerkiewnosłowiański oraz francuski.